# Antígona (Salvador Espriu)
Antígona és una peça teatral culta de l'escriptor català Salvador Espriu. Fou escrita el 1939, poc després de l'entrada de les tropes franquistes a la capital catalana.
També fou el 1939 que el pare d'Espriu morí i poc temps abans havia mort el gran amic d'estudis del poeta de Sinera, Bartomeu Rosselló-Pòrcel: tres cops durs per a un escriptor que tenia molts projectes, sobretot l'estudi d'història i llengües antigues i egiptologia, però que s'hagué de resignar a una feina de segona fila. Per mor de la política del govern militar dels insurrectes per fer desaparèixer el català, va trigar fins a l'any 1955 abans que no pogués publicar-la a l'Editorial Moll de Palma. L'Agrupació Dramàtica de Barcelona (ADB), dirigida per Jordi Sarsanedas la va posar en escena el 1958 al Palau de la Música. El 1963, Espriu en va publicar una nova versió per al Teatre Romea i el 1969 en fa sortir una tercera, amb un prefaci de Maria Aurèlia Capmany.
L'hel·lenista i crític Carles Miralles (1944-2015) considera que «L’Antígona d’Espriu és en tot cas una de les més grans tragèdies del segle xx i certament la millor de les tantíssimes que entre la de Sòfocles i avui s'hagin arribat a escriure[…].»

## L'obra
L'obra reprèn el mite grec d'Antígona, una princesa que es nega admetre que hi ha vencedors i vençuts després de la guerra fratricida entre els seus germans. La nova situació que resulta és que s'han d'honorar els vencedors i esborrar per complet la memòria dels vençuts, que no són altra cosa que traïdors. El que singularitza aquesta peça de les altres Antígones contemporànies és que la tragèdia s'ha de llegir com una conseqüència de la Guerra Civil i no com a resultat de la natura dels homes. El sacrifici d'Antígona té per a ella un sentit: s'ofereix a fi que cessi la maledicció per als seus, per això Espriu mateix es declarava mort civilment després de la guerra, oferia el seu sacrifici per expiar les culpes de la col·lectivitat catalana.
Espriu presenta personatges esquemàtics i sintètics per ressaltar aspectes determinats de comportament. No els analitza psicològicament i així aconsegueix arquetips que donen identitat a les diverses actituds de l'home. Sabem, pel pròleg-personatge, que Antígona serà «condemnada per un crim contra la ciutat», en enterrar el cos «mig menjat pels voltors» del seu germà Polinices. Serà inculpada per Creont, però ja a la primera part de la tragèdia, la noia és acusada, per Etèocles, de trair Tebes, ja que vol evitar la lluita entre germans.
Antígona estableix un discurs didàctic que serà clau en l'evolució posterior de l'obra d'Espriu, ja que a través de la literatura, de l'obra literària, es mostra un discurs cívic i polític adreçat a la col·lectivitat, tal com farà amb La pell de brau de 1962.

## Personatges[1]
Antígona supera els altres personatges per la seva alta moralitat, noblesa i humanitat. La seva única ambició serà la redempció de tot un llinatge, diu «que la maledicció s'acabi amb mi», oposant-se als qui només anhelen el poder de la ciutat. Antígona es mourà sempre per la llei de la sang, la sang de la seva nissaga, i acatarà només els antics preceptes. Així ho diu a Tirèsies «vinc a enterrar un cos, el del meu germà Polinices, que haurien d'haver honorat i incinerat segons els antics preceptes» i més endavant diu: «La meva sang m'ordenava d'arrencar aquell cos de la profanació».
Només Eumolp ajudarà Antígona i suportarà el destí tràgic. Així dos éssers extrems dins l'ordre social són agermanats per la mateixa noblesa d'esperit. La seva presència incomoda el poder. A més de la rebel·lia i la pietat envers els morts, l'heroïna ens remet també al tema de la ceguesa, constant en Espriu «Qui fos cec com el meu pare, per no veure aquest dia!» En Antígona, però el procés serà contrari al del seu pare Edip. Edip es buida els ulls, ja que aquests no li revelaren la veritat. Vell i cec augura la guerra entre germans; així li ho diu a Polinices: «No pot ser que enderroquis aquells murs. No, abans cauràs sollat de sang i el consanguini teu caurà igualment». Antígona, en canvi, sap que les profecies s'han acomplert i voldria esdevenir cega per tal de no conèixer la fatalitat, i tot i així la seva ceguesa no alteraria la veritat. Per això el seu únic destí, perquè no pot suportar la realitat, serà la mort. Una mort que comportarà la presència de la fosca «No sé si moro justament però sento que moro amb alegria. Privada de llum, en una lenta espera, recordaré fins al darrer moment la meva ciutat.» A la cova li serà permès de veure-hi, amb la puresa del record, amb la memòria que la salvarà. Cal veure un cert paral·lelisme amb l'autor que al pròleg ens diu que ell també estima Tebes, la font Dirce, el riu…
Ismene és la germana d'Antígona, d'Etèocles i Polinices i simbolitza la indecisió i l'oblit. Ella que ha vist la mort dels germans no és capaç d'actuar amb la noblesa d'Antígona. El record del pare només li produeix horror. Diu «Aquest vell (Tirèsies) m'horroritza, em recorda el pare quan ja era cec .» Ismene és feble, no pot suportar la visió del seu germà voltat d'ocells «No reconec Polinices en aquest cos podrit». Ismene és guiada per la por i per la llei del tirà «No puc violar la llei ni vèncer la meva por». Esdevindrà un ésser buit, sense memòria, mort «una conca que no tindrà nebots».
Eurídice, muller de Creont, esdevé en la primera part una mena d'equilibri entre Euriganeia i Astimedusa. Si Astimedusa representa l'optimisme, la incredulitat davant els auguris de Tirèsies, Euriganeia és dominada pel dolor i representa la fatalitat i el pessimisme, a causa de la pèrdua dels fills. Aquest dolor és tan fort que li anirà esborrant la memòria. Euriganeia és la resignació davant la vida dolorosa «el triomf del déu advers ens imposa la nostra desolació reflectida al mirall de la seva impassibililitat.» Eurídice es va perfilant com un personatge neci que no tem els déus. El seu instint era desfavorable al matrimoni del seu fill Hèmon amb Antígona, per això «després del decent i moderat disgust, respirarà en endavant més tranquil·la".
Etèocles, el germà d'Antígona, és utilitzat per Creont (l'oncle) per prendre el poder. Havien de regnar un any cada germà, però Polinices és desposseït dels seus drets i Etèocles esdevé l'únic rei de Tebes. Dominat per l'ambició, com li retreu Antígona, és empès a la guerra fratricida. Creont, astútament, li desaconsella el combat, perquè sap que així Etèocles sentirà ferit el seu orgull i s'enfrontarà amb Polinices. Encegat pel poder, morirà víctima de la seva pròpia ceguesa i de l'astúcia de Creont.
Creont és el germà de Iocasta, vol el govern de Tebes, vol ser rei. Actua per pragmatisme polític i per això no vol enterrar Polinices.
A l'obra de Sòfocles, Creont amb la seva actuació atreu sobre el poble la fatalitat del destí. En canvi Espriu salva el poble.
A Tirèsies la vida interior li permet vaticinar el futur. Està destinat a revelar les desgràcies dels altres, però es desconeix a si mateix.
Eumolp és un esclau geperut, representa l'element grotesc que viu la realitat. Es rebel·la contra la seva condició i acompanya Antígona. Comparteix amb ella la noblesa d'esperit, tot i ésser d'una classe social baixa i marginal.
El Lúcid Conseller, afegit per Espriu a la versió de 1963 de la tragèdia, és un personatge situat al marge del temps en què transcorre l'obra, la qual cosa es fa evident pel tipus de reflexió que fa, pel to de les seves paraules i pel llenguatge lacònic i categòric, crític i irònic, distanciador. Aquest personatge ens obliga a fer una lectura crítica, ens fa reflexionar sobre la realitat dramàtica de la guerra i la postguerra al nostre país. La seva visió dels fets converteix l'acte tràgic d'Antígona en sacrifici estèril i va. No hi ha salvació possible. Les paraules del Lúcid ens aboquen a una doble tragèdia: la de l'heroïna i la de tota la col·lectivitat que no es pot salvar amb rebel·lia ni heroisme. Aquí trobem l'Espriu pessimista. Coneix la veritat però calla, perquè sap que la paraula és inútil.